# Duitsland op het Eurovisiesongfestival 1997
Duitsland deed mee aan het Eurovisiesongfestival 1997 in Dublin. Het was de 41ste deelname van het land op het Eurovisiesongfestival.

## Selectieprocedure
In tegenstelling tot 1996 koos men ook deze keer weer voor een nationale finale.
Deze werd gehouden in Lübeck en werd gepresenteerd door Jens Riewa.
Negen artiesten namen deel aan deze finale en de winnaar werd bepaald door televoting.

| Volgorde | Artiest          | Lied                                 | Percentage | Plaats |
| -------- | ---------------- | ------------------------------------ | ---------- | ------ |
| 1        | Verliebte Jungs  | "Ich bin solo"                       | 1.8%       | 9      |
| 2        | Michaela         | "Es lebe die Liebe"                  | 9.3%       | 5      |
| 3        | Jeana            | "Kein "bitte verzeih' mir""          | 5.8%       | 6      |
| 4        | All About Angels | "Engel"                              | 4.3%       | 7      |
| 5        | Michelle         | "Im Auge des Orkans"                 | 11.8%      | 3      |
| 6        | Leon             | "Schein (meine kleine Taschemlampe)" | 13.0%      | 2      |
| 7        | Bianca Shomburg  | "Zeit"                               | 40.2%      | 1      |
| 8        | Viveca           | "Komm zurück"                        | 2.5%       | 8      |
| 9        | Anke Lautenbach  | "Zwischen Himmel und Erde"           | 11.4%      | 4      |

## In Dublin
In de finale van het Eurovisiesongfestival 1997 moest Duitsland optreden als 11de, net na Spanje en voor Polen. Op het einde van de stemming bleek dat ze op een gedeelde 18de plaats geëindigd waren met 22 punten.
Nederland had geen punten over voor deze inzending en België deed niet mee in 1997.

### Gekregen punten
| 12 punten                        | 10 punten | 8 punten             | 7 punten | 6 punten    |
| -------------------------------- | --------- | -------------------- | -------- | ----------- |
|                                  |           |                      |          |             |
| 5 punten                         | 4 punten  | 3 punten             | 2 punten | 1 punt      |
| - Italië - Kroatië - Zwitserland |           | - Malta - Oostenrijk |          | - Hongarije |

### Gegeven punten
Punten gegeven in de finale:
| 12 punten | Turkije               |
| 10 punten | Verenigd Koninkrijk   |
| 8 punten  | Ierland               |
| 7 punten  | Estland               |
| 6 punten  | Polen                 |
| 5 punten  | Cyprus                |
| 4 punten  | Italië                |
| 3 punten  | Bosnië en Herzegovina |
| 2 punten  | Spanje                |
| 1 punt    | Kroatië               |

1956 · 1957 · 1958 · 1959 · 1960 · 1961 · 1962 · 1963 · 1964 · 1965 · 1966 · 1967 · 1968 · 1969 · 1970 · 1971 · 1972 · 1973 · 1974 · 1975 · 1976 · 1977 · 1978 · 1979 · 1980 · 1981 · 1982 · 1983 · 1984 · 1985 · 1986 · 1987 · 1988 · 1989 · 1990 · 1991 · 1992 · 1993 · 1994 · 1995 · 1996 · 1997 · 1998 · 1999 · 2000 · 2001 · 2002 · 2003 · 2004 · 2005 · 2006 · 2007 · 2008 · 2009 · 2010 · 2011 · 2012 · 2013 · 2014 · 2015 · 2016 · 2017 · 2018 · 2019 · 2020 · 2021 · 2022 · 2023 · 2024 · 2025